# İskele
İskele (Grieks: Τρίκομο, Trikomo) is een stad aan de oostkust van Cyprus. De stad telde in 2011 ongeveer 7.906 inwoners en ligt in het Turkse deel van Cyprus. De stad kreeg de status van ilçe op 1 juni 1998 en vormt sindsdien een eigen gemeente. Het is tegenwoordig de hoofdplaats van het district van İskele.
Na het conflict in 1974 ontstond er een deling van het eiland in een Turks deel en een Grieks deel. Als gevolg hiervan vond er een grote bevolkingsuitwisseling plaats tussen de Turks-Cyprioten van Larnaca uit het zuiden van Cyprus en de Grieks-Cyprioten uit İskele in het noorden. Dit werd gedaan naar aanleiding van een afspraak tussen de Grieks-Cyprioten, de Turks-Cyprioten en de Verenigde Naties op 2 augustus 1975.
Trikomo was in 1898 de geboorteplaats van Georgios Grivas, de oprichter van EOKA, de Grieks-Cypriotische beweging tegen het bestuur van Brits Cyprus en voor aansluiting bij Griekenland (enosis).